# Los Naranjos (Piura)
Los Naranjos es un caserío peruano ubicado en el distrito de Sícchez, perteneciente a la provincia de Ayabaca del departamento de Piura, al norte del Perú. 

## Ubicación
Los Naranjos se ubica al norte de la provincia de Ayabaca, en el distrito de Sícchez, en el departamento de Piura.

## Demografía
En 2017 Los Naranjos tenía una población de 60 habitantes.
| Gráfica de evolución demográfica de Los Naranjos entre 1993 y 2017 |
|                                                                    |
| Fuentes: Población 1993 y 2017                                     |